# رابرت برودرسن
رابرت برودرسن (انگلیسی: Robert W. Brodersen؛ زادهٔ ۱ نوامبر ۱۹۴۵) مهندس برق اهل ایالات متحده آمریکا است. وی همچنین برندهٔ جوایزی همچون جایزه موریس لیبمن انجمن مهندسان برق و الکترونیک آمریکا شده است.